# ارادتمند شما (آلبوم)
ارادتمند شما (به انگلیسی: Yours Truly) اولین آلبوم استودیویی خواننده آمریکایی آریانا گرانده می‌باشد که در ۳ سپتامبر ۲۰۱۳ تحت لیبل ریپابلیک رکوردز منتشر شد. این آلبوم با الهام از خواننده‌هایی مثل ویتنی هیوستون، ایمی واینهاوس، کریستینا آگیلرا و ماریا کری که از بزرگترین الگوهای گرانده هستند، ساخته شده. گرانده نیمه اول آلبوم را به عنوان یک بازگشت به موسیقی آر اند بی دهه ۹۰ توصیف می‌کند؛ و " نیمه دوم آلبوم، یعنی آهنگ‌هایی که در نوشتنشان همکاری داشتم برای من بسیار منحصر به فرد و خاص است. " از بین ۱۲ ترانه آلبوم، گرانده ترانه‌نویس اصلی ۶ تا از ترانه‌ها بوده. با همکاری هارمونی سموئلز، کنث بیبی فیس ادموندز، پاتریک جی کی اسمیت و ستاره مجموعه تلویزیونی ویکتوریوس، لئون توماس عای تهیه‌کنندگی آلبوم را انجام دادند. گرانده در طی یک دوره سه ساله، آهنگ‌های زیادی برای این آلبوم ضبط کرد. با بیگ شان، میکا و مک میلر همکاری داشته و در آهنگ نزدیک بودن کافی نیست به ناتان سایکز، عضو گروه خواستم، پیوسته. آهنگی که شامل آلبوم ابزارهای مرگبار : شهر استخوان‌ها هم می‌شود. در بعضی اوقات آلبوم به سمت سبک‌های موسیقی معاصر بزرگسالان و موسیقی رقص هم می‌رود.
گرانده برای تبلیغ آلبوم، آهنگ‌های این آلبوم را در تور جلسات شنوایی اجرا کرد. این آلبوم در پی پخش دو تک‌آهنگ منتشر شد:
تک آهنگ آغازین آلبوم، راه با همکاری رپر آمریکایی مک میلر در ۲۵ مارس ۲۰۱۳ منتشر شد. این ترانه با کسب رتبه ۹ یک تک‌آهنگ موفق در ۱۰ ترانه برتر ۱۰۰ آهنگ داغ بیلبورد شد. دومین تک‌آهنگ، عزیز من در ۲۲ ژوئیه ۲۰۱۳ منتشر شد و به رتبه ۲۱ در ۱۰۰ آهنگ داغ بیلبورد رسید. سومین و آخرین تک‌آهنگ آلبوم، دقیقا اونجا با همکاری بیگ شان در ۶ اوت ۲۰۱۳ انتشار یافت و به رتبه ۸۴ در ۱۰۰ آهنگ داغ بیلبورد دست یافت.
ارادتمند شما با فروش ۱۳۸۰۰۰ نسخه در هفته اول در بیلبورد ۲۰۰ رتبه اول را کسب کرد. از زمانی که کشا آلبوم حیوان را در ۱۰ ژانویه ۲۰۱۰ منتشر کرد که به رتبه اول جدول بیلبورد ۲۰۰ رسید، یعنی در این دوره سه سال و نیمه گرانده تبدیل شد به تنها خواننده زنی که اولین آلبومش به رتبه اول رسید. دومین خواننده زن در این دهه و پانزدهمین خواننده زن در کل تاریخ موسیقی که به این رکورد دست می‌یابد.
در سطح بین‌المللی، ارادتمند شما وارد ۱۰ آلبوم برتر جدول‌های رسمی کشورهای استرالیا، کانادا، دانمارک، ایرلند، ژاپن، هلند و انگلستان شد.

## پس زمینه و مفهوم
آن‌ها (طرفداران) می‌توانند انتظار صادقانه داشته باشند. این مثل یک درخواست مستقیم است… می دونید این مثل نگه داشتن صفحات دفتر خاطرات به جای خود دفتر خاطره است، من در مورد آنچه که در زندگی من اتفاق می‌افتد آهنگ می‌نویسم؛ بنابراین این واقعاً شخصی است. این یک بازگشت به موسیقی موتاون (موسیقی دهه ۶۰) و پاپ در همان زمان است. پس این آلبوم، مخلوط موسیقی الهام بخش دهه‌های ۵۰ و ۶۰ با موسیقی امروز است.— آریانا گرانده، دربارهٔ آلبوم
ارادتمند شما، نتیجه ۳ سال کار بر روی این آلبوم است. این پروژه در طول کار بر روی آن، تحت تأثیر تغییرات مفهومی و صوتی زیادی قرار گرفت. گرانده، شروع کار بر آلبوم را در ۱۰ اوت ۲۰۱۰ شروع کرد، زمانی که در مجموعه تلویزیونی ویکتوریوس بازی می‌کرد؛ و او با قرارداد بستن با ریپابلیک رکوردز به‌طور رسمی کار بر روی آلبوم را در ۱۰ اوت ۲۰۱۱ شروع کرد.
تا ۱۰ سپتامبر ۲۰۱۱ گرانده ۲۰ ترانه ساخته بود؛ و از طریق فرایند آن، می‌خواست تعداد ترانه‌های آلبوم را به ۱۳ ترانه محدود کند. اولین تک ترانه، که یک تک ترانه آزمایشی بود؛ یک ترانه در سبک بابلگام پاپ به نام قلباتونو ببرید بالا، که در ۱۲ دسامبر ۲۰۱۱ منتشر شد.
در طول یک مصاحبه در ماه ژوئن ۲۰۱۲ گرانده همه چیز در آلبوم را الهام گرفته از سبک دو واپ دهه‌های ۵۰ و ۶۰ توصیف کرد و تأیید کرد که قبل از انتشار آلبوم دو تک ترانه منتشر می‌شوند، یکی از آن ترانه‌ها آیا من را دوست داری؟ نام داشت، با همکاری اسکای بلو؛ که به دلیل تغییرات آلبوم و جایگزین شدن ترانه‌ای دیگر، هیچوقت به‌طور رسمی منتشر نشد. ترانه‌های دیگری که گرانده نام برد عبارتند از «خیابان ماه عسل» که این ترانه دو بار ضبط شده؛ یک نسخه در آلبوم قرار گرفت، و نسخه دیگر، در سال ۲۰۱۶ توسط گرانده به عنوان نسخه اصلی این آهنگ انتشار یافت؛ «عشق افسونگر» که این ترانه هم در سال ۲۰۱۶ همراه با نسخه اصلی «خیابان ماه عسل» انتشار یافت. «قلب تتو شده» و «خیالبافی» که در آلبوم قرار گرفتند؛ و آهنگی دیگر که بعدها به گروه دخترانه کی-پاپ، اف (ایکس) داده شد.
در سال ۲۰۱۳ گرانده با لیبل خود ملاقات کرد و از مسیر آلبوم، احساس نارضایتی کرد. در چندین مصاحبه در سال ۲۰۱۳ او اعتراف کرد که اصلاً از تک ترانه آزمایشی خود، قلباتونو ببرید بالا خوشش نمی‌آید و هیچ علاقه‌ای به دنبال کردن موسیقی در این سبک ندارد. او تمایل خود به ساخت موسیقی پاپ شهری دهه ۹۰ را نشان داد؛ موسیقی که با آن بزرگ شده بود.
این آلبوم در ابتدا تحت عنوان «خیالبافی» نامگذاری شده و قرار بود در اوت ۲۰۱۳ منتشر شود.
این آلبوم با الهام از هنرمندان مختلفی مثل ایمی واینهاوس، کریستینا آگیلرا، ماریا کری و ویتنی هیوستون ساخته شده.
گرانده نیمه اول آلبوم را به عنوان
یک بازگشت به موسیقی آر اند بی دهه ۹۰ توصیف می‌کند؛ و "
نیمه دوم آلبوم، یعنی آهنگ‌هایی که در نوشتنشان همکاری داشتم
برای من بسیار منحصر به فرد و خاص است. " از بین ۱۲ ترانه
آلبوم، گرانده ترانه‌نویس اصلی ۶ تا از ترانه‌ها بوده.
در جمع‌بندی این ضبط او اظهار داشت " بنابراین نیمی از آن بازگشت به موسیقی دهه ۹۰ است که ایجادکننده احساسی بسیار آشنا و احساسی خوب است، و پس از آن نیمی از آن چیزی است که من ایجاد کرده‌ام که برای من منحصر به فرد و جدید است و من دوستش دارم. "

## سبک موسیقی
از لحاظ دوره موسیقایی، پی می‌برید که ارادتمند شما پیرو سبک Retro Style است، Retro Style مخصوص خوانندگانی است که به موسیقی و استایل‌های کلاسیک و قدیمی علاقه دارند، ارادتمند شما مخلوطی از موسیقی آر اند بی دهه ۹۰ و دو واپ دهه ۵۰ است.
منتقد، اسکات اینترانت از مجله PopMatters از موسیقی ارائه شده در آلبوم تعریف کرد و به ترکیب و تولید هوشمندانه و کامل آلبوم اشاره کرد و در این باره نوشت: " هر دو سبک خیلی راحت با هم مخلوط شده‌اند. "
او درک خود از لحاظ اینسترومنتال آلبوم را اینگونه بازگو می‌کند: " صداهای متفاوت و غیر قابل پیش‌بینی درام‌ها هماهنگی ایجاد می‌کنند، و آکوردهای پیانو بیشتر از آهنگ‌های سبک دو واپ پشتیبانی می‌کنند، و آهنگ‌های سبک آر اند بی برانگیخته از یک احساس اپتیمیسم (خوش بینی) هستند و از نظر سبک موسیقایی بیشتر به سبک پاپ دهه ۶۰ مرتبط‌اند. "
اندرو ریس از مجله Pitchfork حس خود را دربارهٔ آلبوم اینگونه بیان می‌کند " انگار گرانده طوری این آلبوم را ساخته که حسی از موسیقی هیپ هاپ سول (یک سبک تلفیقی از هیپ هاپ و سول) دهه ۹۰ را در شنونده ایجاد می‌کند، ولی با پیروی نامنظم و خاصی در آهنگ نویسی سبک دو واپ! "
ترک اول " خیابان ماه عسل " (به انگلیسی: Honeymoon Avenue) است که از نظر استایل موسیقایی یک آهنگ ارکسترال و داون‌تمپو (که به آن تریپ هاپ نیز می‌گویند) محسوب می‌شود، و از لحاظ سبک مخلوطی از سبک دو واپ دهه ۵۰ با الهام از سبک Urban است.
ترانه‌نویس اصلی این آهنگ خود گرانده است که برای نوشتن آن از سبک نوشتاری " استعاره " (به انگلیسی: Metaphor) استفاده کرده‌است، که حالت شخصی در ماشین را بازگو می‌کند که راننده ماشین نیز معشوق آن شخص است، که در همان مسیر قدیمی و به‌طوری رانندگی می‌کند که ممکن است باعث نابودی آن دو شود.
در مصاحبه‌ای با MTV گرانده دربارهٔ متن این آهنگ گفت: " متن این آهنگ در مورد اینه که تو میدونی به آخر یک رابطه رسیدی، ولی هنوز آرزو می‌کنی این پایانی نداشته باشه و بتونی دوباره برگردی به عقب و از اول شروعش کنی. "
همین‌طور گرانده گفت از بین آهنگ‌هایی که تا به حال ضبط کرده خیابان ماه عسل یکی از آهنگ‌های مورد علاقه اش است.
ورژن دیگر و متفاوت تری از " خیابان ماه عسل " ضبط شده بود که در آلبوم قرار نگرفت، که گرانده در یکی از مصاحبه‌هایش دلیل قرار نگرفتن آن در آلبوم را اینگونه بازگو کرد: " ورژن اصلی و اولیه این آهنگ شاد بنظر می‌رسید و حسی که در متن آهنگ بود را منتقل نمی‌کرد. "
پس از ۲ سال در ۶ نوامبر ۲۰۱۵ گرانده تأیید کرد که در آینده ورژن اصلی این آهنگ را منتشر خواهد کرد، سپس ۹ ماه بعد، در ۲ اوت ۲۰۱۶ ورژن اصلی این آهنگ را همراه با آهنگ " عشق افسونگر " (یکی از آهنگ‌های منتشر نشده آلبوم ارادتمند شما) منتشر کرد.
اگر معنای آهنگ را از نظر استعاره‌ای بررسی کنیم، حکایت دو فرد عاشق است که در بالاترین درجه رابطه عاشقانه شان یعنی وضعیت ماه عسل خود به سر می‌برند، ماه عسل اینجا به معنای شور و هیجان و یک وضعیت خوب در یک رابطه است که این جرقه کمرنگ می‌شود و کم‌کم ناپدید می‌شود و رابطه دیگر در آنجایی که بود نیست، خواننده می‌گوید آن‌ها باید به راه و مسیر قبلی خود برگردند یا آن‌ها نابود می‌شوند که اشاره به قطع رابطه دارد که اگر اینگونه پیش بروند ممکن است مسیرشان به قطع رابطه برسد.
ترک دوم " عزیزم من " (به انگلیسی: Baby I) دارای استایل موسیقایی Retro Sound است (با الهام از Retro Style) که با الهام از سبک آر اند بی دهه ۹۰ ساخته شده و اگر در سبک پاپ آن را تفسیر کنیم می‌توان گفت پرطنین و گیج‌کننده است، که در سبک پاپ این اصطلاحات معمولاً به آهنگ‌هایی نسبت داده می‌شوند که شباهت چندانی به دیگر آهنگ‌ها در سبک پاپ ندارند و به اصطلاحی خلاقیت و استایل موسیقایی این سبک از آهنگ‌ها متفاوت تر است.
در متن این آهنگ گرانده اعتراف می‌کند که عشقی خاص نسبت به شخصی دارد ولی او نمی‌تواند احساسات شدیدش را با کلمات بیان کند.
ترک سوم " دقیقا اونجا " (به انگلیسی: Right There) با همکاری رپر آمریکایی بیگ شان است.
از نظر استایل موسیقایی این آهنگ نیز با ترکیب و الهام از سبک آر اند بی دهه ۹۰ و سبک Urban ساخته شده.

## فهرست آهنگ‌ها
| شماره      | نام                                                  | نویسنده(ها) | Producer(s)                                            | مدت   |
| ---------- | ---------------------------------------------------- | --- | ------------------------------------------------------ | ----- |
| ۱.         | «Honeymoon Avenue»                                   | Ariana Grande, Khris Riddick-Tynes, Leon Thomas, Antonio Dixon, Kenneth "Babyface" Edmonds, Thomas Brown, Travis Sayles, Dennis Aganee Jenkins, Victoria Monet | The Rascals, Babyface, Dixon                           | ۵:۳۹  |
| ۲.         | «Baby I»                                             | Edmonds, Dixon, Smith, | Babyface, Dixon, (Drum Prog. & Voc. Prod. The Rascals) | ۳:۱۷  |
| ۳.         | «Right There» (featuring Big Sean)                   | Grande, Harmony Samuels, Carmen Reece, J. "Lonny" Bereal, James J-Doe Smith, Al Sherrod Lambert, Sean Anderson, Jeff Lorber                                    | Samuels                                                | ۴:۰۷  |
| ۴.         | «Tattooed Heart»                                     | Grande, Riddick-Tynes, Sean Foreman Thomas, Dixon, Edmonds, Matt Squire,                                                                                       | The Rascals, Babyface, Dixon, (Co. Prodcution Squire)  | ۳:۱۴  |
| ۵.         | «Lovin' It»                                          | Riddick-Tynes, Thomas,Edmonds, Dixon, Jose Burgos, Roy Hammonds, Mark Morales, Rickey Offord, Kirk and Nathaniel Robinson                                      | The Rascals, Babyface, Dixon, (Co. Slikk Music)        | ۳:۰۰  |
| ۶.         | «Piano»                                              | Grande, Samuels, Burgos, Jahmaal Noel Fyffe, Parker Ighile, Anisa Moghaddam, Moses Samuels                                                                     | Samuels                                                | ۳:۵۴  |
| ۷.         | «Daydreamin'»                                        | Squire, Brown, Victoria McCants | Squire                                                 | ۳:۳۱  |
| ۸.         | «The Way» (featuring Mac Miller)                     | Samuels, Amber Streeter, Al Sherrod Lambert, جردین اسپارکس، Malcolm McCormick, Brenda Russell                                                                  | Samuels                                                | ۳:۴۷  |
| ۹.         | «You’ll Never Know»                                  | Riddick-Tynes, Burgos, Thomas, Edmonds, Dixon | The Rascals, Babyface, Dixon                           | ۳:۳۴  |
| ۱۰.        | «Almost Is Never Enough» (with Nathan Sykes)         | Grande, Samuels, Carmen Reece, Lambert, Olaniyi-Akinpelu, Moses Samuels                                                                                        | Samuels                                                | ۵:۲۸  |
| ۱۱.        | «Popular Song» (with MIKA)                           | Mika Penniman, Priscilla Renea, Mathieu Jomphe, Stephen Schwartz                                                                                               | Mika, Greg Wells                                       | ۳:۲۰  |
| ۱۲.        | «Better Left Unsaid»                                 | Grande, Samuels, Courtney Harrell, Lambert, Olaniyi-Akinpelu, Moses Samuels                                                                                    | Samuels                                                | ۳:۴۶  |
| ۱۳.        | «The Way (Spanglish Version)» (featuring Mac Miller) | |                                                        | ۳:۴۶  |
| مجموع مدت: | مجموع مدت:                                           | مجموع مدت: | مجموع مدت:                                             | ۵۳:۵۵ |

## تاریخچه انتشار
| کشور           | تاریخ          | فرمت                 | لیبل            | نسخه             |
| -------------- | -------------- | -------------------- | --------------- | ---------------- |
| Germany        | ۳۰ اوت ۲۰۱۳    | CD                   | ریپابلیک رکوردز | Standard         |
| Netherlands    | ۳۰ اوت ۲۰۱۳    | Digital download     | ریپابلیک رکوردز | Standard         |
| Germany        | ۲ سپتامبر ۲۰۱۳ | Digital download     | ریپابلیک رکوردز | Standard         |
| Hungary        | ۲ سپتامبر ۲۰۱۳ | Digital download     | ریپابلیک رکوردز | Standard         |
| Russia         | ۲ سپتامبر ۲۰۱۳ | Digital download     | ریپابلیک رکوردز | Standard         |
| United Kingdom | ۲ سپتامبر ۲۰۱۳ | Digital download     | ریپابلیک رکوردز | Standard         |
| Canada         | ۳ سپتامبر ۲۰۱۳ | Digital download     | ریپابلیک رکوردز | Standard         |
| United States  | ۳ سپتامبر ۲۰۱۳ | Digital download, CD | ریپابلیک رکوردز | Standard, poster |

## ارادتمند شما (نسخه دهمین سالگرد)
ارادتمند شما (نسخه دهمین سالگرد) (به انگلیسی: Yours Truly (Tenth Anniversary Edition)) چاپ مجدد اولین آلبوم استودیویی آریانا گرانده، ارادتمند شما می‌باشد که در ۲۵ اوت ۲۰۲۳ به مناسبت هفته دهمین سالگرد انتشار اصلی آلبوم منتشر گردید.